# Motocross delle Nazioni 2013
Il Motocross delle Nazioni 2013 (conosciuto anche con i nomi Motocross des Nations, Motocross of Nations o MXDN), evento giunto alla sessantasettesima edizione, si è disputato a Teutschenthal in Germania nei giorni 28 e 29 settembre 2013. È stato vinto dalla squadra belga, davanti ai team statunitense e italiano.

## Gare

### Gara 1 (MX1 & MX2)
| Pos. | Pilota              | Moto     | Tempo  |
| ---- | ------------------- | -------- | ------ |
| 1    | Antonio Cairoli     | KTM      | 33'57" |
| 2    | Ken Roczen          | KTM      | a 7"   |
| 3    | Tommy Searle        | Kawasaki | a 10"  |
| 4    | Dean Ferris         | Yamaha   | a 15"  |
| 5    | Gautier Paulin      | Kawasaki | a 16"  |
| 6    | Ryan Dungey         | KTM      | a 17"  |
| 7    | Jeremy van Horebeek | Kawasaki | a 18"  |
| 8    | Ken de Dycker       | KTM      | a 41"  |
| 9    | Valentin Guillod    | KTM      | a 44"  |
| 10   | Brett Metcalfe      | Kawasaki | a 45"  |

### Gara 2 (MX2 & Open)
| Pos. | Pilota              | Moto     | Tempo   |
| ---- | ------------------- | -------- | ------- |
| 1    | Ken Roczen          | KTM      | 33'32"  |
| 2    | Eli Tomac           | Honda    | s.t.    |
| 3    | Clement Desalle     | Suzuki   | a 49"   |
| 4    | Justin Barcia       | Honda    | a 58"   |
| 5    | Dean Ferris         | Yamaha   | a 1'04" |
| 6    | Tanel Leok          | TM       | a 1'11" |
| 7    | Jeremy van Horebeek | Kawasaki | a 1'14" |
| 8    | Alessandro Lupino   | Kawasaki | a 1'16" |
| 9    | Christophe Charlier | Yamaha   | a 1'22" |
| 10   | Aleksandr Tonkov    | Honda    | a 1'27" |

### Gara 3 (MX1 & Open)
| Pos. | Pilota             | Moto     | Tempo  |
| ---- | ------------------ | -------- | ------ |
| 1    | Antonio Cairoli    | KTM      | 34'41" |
| 2    | Ken de Dycker      | KTM      | a 2"   |
| 3    | Evgeny Bobryshev   | Honda    | a 3"   |
| 4    | Maximilian Nagl    | Honda    | a 4"   |
| 5    | Tommy Searle       | Kawasaki | a 10"  |
| 6    | Gautier Paulin     | Kawasaki | a 12"  |
| 7    | Ryan Dungey        | KTM      | a 23"  |
| 8    | Brett Metcalfe     | Kawasaki | a 39"  |
| 9    | Marc de Reuver     | KTM      | a 42"  |
| 10   | David Philippaerts | Honda    | a 43"  |

## Classifica finale
| Pos. | Selezione Nazionale | Pilota              | Moto     | Classe | Gara 1 | Gara 2 | Gara 3 | Punti |
| ---- | ------------------- | ------------------- | -------- | ------ | ------ | ------ | ------ | ----- |
| 1    | Belgio              | Ken de Dycker       | KTM      | MX1    | 8      |        | 2      | 27    |
| 1    | Belgio              | Jeremy van Horebeek | Kawasaki | MX2    | 7      | 7      |        | 27    |
| 1    | Belgio              | Clement Desalle     | Suzuki   | Open   |        | 3      | 40     | 27    |
| 2    | Stati Uniti         | Ryan Dungey         | KTM      | MX1    | 6      |        | 7      | 30    |
| 2    | Stati Uniti         | Eli Tomac           | Honda    | MX2    | 16     | 2      |        | 30    |
| 2    | Stati Uniti         | Justin Barcia       | Honda    | Open   |        | 4      | 11     | 30    |
| 3    | Italia              | Antonio Cairoli     | KTM      | MX1    | 1      |        | 1      | 33    |
| 3    | Italia              | Alessandro Lupino   | Kawasaki | MX2    | 13     | 8      |        | 33    |
| 3    | Italia              | David Philippaerts  | Honda    | Open   |        | 14     | 10     | 33    |
| 4    | Australia           | Brett Metcalfe      | Kawasaki | MX1    | 8      |        | 10     | 40    |
| 4    | Australia           | Dean Ferris         | Yamaha   | MX2    | 4      | 5      |        | 40    |
| 4    | Australia           | Todd Waters         | KTM      | Open   |        | 20     | 13     | 40    |
| 5    | Francia             | Gautier Paulin      | Kawasaki | MX1    | 5      |        | 6      | 44    |
| 5    | Francia             | Jordi Tixier        | KTM      | MX2    | 12     | 12     |        | 44    |
| 5    | Francia             | Christophe Charlier | Yamaha   | Open   |        | 9      | 30     | 44    |
| 6    | Regno Unito         | Tommy Searle        | Kawasaki | MX1    | 3      |        | 5      | 49    |
| 6    | Regno Unito         | Jake Nicholls       | KTM      | MX2    | 18     | 11     |        | 49    |
| 6    | Regno Unito         | Shaun Simpson       | Yamaha   | Open   |        | 18     | 12     | 49    |
| 7    | Germania            | Maximilian Nagl     | Honda    | MX1    | 11     |        | 4      | 57    |
| 7    | Germania            | Ken Roczen          | KTM      | MX2    | 2      | 1      |        | 57    |
| 7    | Germania            | Dennis Ullrich      | KTM      | Open   |        | 40     | 39     | 57    |
| 8    | Russia              | Evgeny Bobryshev    | Honda    | MX1    | 40     |        | 3      | 78    |
| 8    | Russia              | Aleksandr Tonkov    | Honda    | MX2    | 14     | 10     |        | 78    |
| 8    | Russia              | Evgeny Mikhaylov    | KTM      | Open   |        | 15     | 36     | 78    |
| 9    | Svizzera            | Valentin Guillod    | KTM      | MX1    | 9      |        | 14     | 87    |
| 9    | Svizzera            | Jeremy Seewer       | Suzuki   | MX2    | 17     | 24     |        | 87    |
| 9    | Svizzera            | Killian Auberson    | KTM      | Open   |        | 31     | 23     | 87    |
| 10   | Estonia             | Gert Krestinov      | Kawasaki | MX1    | 21     |        | 18     | 92    |
| 10   | Estonia             | Erki Kahro          | KTM      | MX2    | 32     | 30     |        | 92    |
| 10   | Estonia             | Tanel Leok          | TM       | Open   |        | 6      | 17     | 92    |